# Pelurga
Pelurga là một chi bướm đêm thuộc họ Geometridae.
Bao gồm các loài:
- Pelurga comitata – Dark Spinach